# Хенераль-Каррера (провінція)
Провінція Хенераль-Каррера (ісп. Provincia de General Carrera) — провінція в Чилі у складі регіону Айсен.
Включає 2 комуни.
Територія — 11919 км². Населення — 7531 осіб (2017). Щільність населення — 0.63 чол./км².
Адміністративний центр — Чиле-Чико.

## Географія
Провінція межує:
- на півночі - провінція Кояїке
- на сході — провінція Санта-Крус (Аргентина)
- на півдні - провінція Капітан-Прат
- на заході — провінція Айсен

## Адміністративний поділ
Провінція включає 2 комуни:
- Чиле-Чико. Адмін.центр - Чиле-Чико.
- Ріо-Ібаньєс . Адмін.центр — Ріо-Ібаньєс.